# Osteoglossiformes
Os Osteoglossiformes são uma ordem de peixes actinopterígeos.

## Famílias
- Arapaimidae - pirarucu e arowana
- Heterotididae
- Pantodontidae - borboleta-africano
- Singidididae
- Osteoglossidae - aruanãs
- Ostariostomidae (extincta)
- Notopteridae - peixes-facas
- Gymnarchidae - aba-aba
- Mormyridae - peixes-elefantes